# Сукманиха (Владимирская область)
Сукманиха — деревня в Кольчугинском районе Владимирской области России, входит в состав Раздольевского сельского поселения.

## География
Деревня расположена в 3 км на юг от центра поселения посёлка Раздолье и в 9 км на юго-восток от райцентра города Кольчугино.

## История
В переписных книгах 1678 года деревня Сукманово входила в состав Дубковского прихода, в ней было 10 дворов.
В конце XIX — начале XX века деревня входила в состав Дубковской волости Покровского уезда, с 1925 года — в составе Кольчугинской волости Александровского уезда. В 1859 году в деревне числилось 38 дворов, в 1905 году — 48 дворов, в 1926 году — 47 дворов.
С 1929 года деревня входила в состав Дубковского сельсовета Кольчугинского района, с 1962 года — в составе Ельцинского сельсовета, с 2005 года — в составе Раздольевского сельского поселения.

## Население
| 1859 | 1905 | 1926 |
| ---- | ---- | ---- |
| 234  | 219  | 205  |

| 1859 | 1905 | 1926 | 2002 | 2010 | 2021 |
| ---- | ---- | ---- | ---- | ---- | ---- |
| 234  | ↘219 | ↘205 | ↘46  | ↘35  | ↘14  |